# 54 TCN
Năm 54 TCN là một năm trong lịch Julius. 

## Mất
- Hoắc Thành Quân